# 岩崎巌
岩崎 巌（いわさき いわお、旧字体：岩崎 巖、1925年〈大正14年〉2月9日 - 2020年〈令和2年〉4月16日）は、日本の作詞家、教員。早稲田大学学生歌『早稲田の栄光』（補作：西條八十／作曲：芥川也寸志）、応援歌『ひかる青雲』（作曲：古関裕而）ほか、神奈川県立高等学校校歌等を作詞した。

## 生涯
静岡県清水市宮加三（現・静岡市清水区宮加三）に、父大次郎、母そめの三男として生まれる。生後3カ月で母と、5歳の時に父と死別し、親戚に育てられる。その後、叔父の庄太郎・トシ夫妻の養子となる。
その後、庄太郎の仕事の関係で静岡県庵原郡富士川町（現・富士市）から横浜市へ転居する。横浜市立南吉田尋常小学校を経て関東学院中等部で学ぶ。母方の伯父の勧めもあり、早稲田大学専門部法学科へ進学する。在学中に、前橋陸軍予備士官学校に入校。任官後、国内防衛の任に当たり、陸軍少尉として終戦を迎える。
戦後、早稲田大学政治経済学部政治学科に復学。大学卒業後、家業が自動車売買であったこともあり、梁瀬商事株式会社（現・ヤナセ）に就職した。
その後転職。大学時代の友人の紹介で、藤沢市立第一中学校の教諭（社会科）へ。さらに、神奈川県立高等学校教諭に異動し、神奈川県立希望ヶ丘高等学校、神奈川県立横浜日野高等学校、神奈川県立柏陽高等学校で教鞭をとる。以後、外語短期大学付属高等学校、神奈川県立新城高等学校、神奈川県立瀬谷西高等学校で教頭、神奈川県立三崎高等学校、神奈川県立瀬谷西高等学校で校長を務めた。
1956年に齋藤昭子（宮城県栗原郡一迫町（現・栗原市一迫町）出身、2018年死去）と結婚し、2人の子をもうける。
退職後、神奈川県立文化資料館非常勤職員、桐蔭学園中等部非常勤講師を務める。
2013年3月1日、瑞宝小綬章を受章する。
2020年4月16日、老衰で死去、享年95歳。5月15日、従五位を贈られる。

## 主な作品

### 作詞
学生時代から、詩歌に深い興味をもち、特に北原白秋、西條八十に傾倒。独学で様々な詩を創作した。
大学在学中に早稲田大学応援部の応援歌募集に応募し、『ひかる青雲』が採用される（作曲：古関裕而、1947年）。卒業後、早稲田大学の応援歌『精悍若き』（作曲：古関裕而、1950年）、『あの眉若人』（作曲：野村茂、1952年）、学生歌『早稲田の栄光』（補作：西條八十、作曲：芥川也寸志、1952年）、『花の冠』（作曲：藤原秀行、1982年）、『青春の空』（作曲：磯部俶、1997年）を作詞。
また、戦時中、茨城県土浦に疎開をしていたことから、1949年に茨城県「観光茨城の歌」の歌詞募集に応募し、「水郷音頭」が当選した。作曲は古関裕而。
以後、創作された歌詞
- 神奈川県立日野高等学校（現・横浜南陵高等学校）校歌（作曲：團伊玖磨、1967年）
- 神奈川県立清水ヶ丘高等学校（現・横浜清陵高等学校）校歌（作曲：佐々木準、1976年）
- 神奈川県立野庭高等学校（現・横浜南陵高等学校）校歌補作（作詞：松林洋子、作曲：浦田健次郎、1976年）
- 神奈川県立津久井浜高等学校校歌（作曲：團伊玖磨、1978年）
- 神奈川県立伊志田高等学校校歌監修（作詞：實方正儀、作曲：内藤靖治、1978年）
- 神奈川県立大和南高等学校校歌（作曲：今井翼、1979年）
- 神奈川県立瀬谷西高等学校校歌（作曲：團伊玖磨、1980年）
- 神奈川県立東金沢高等学校校歌（現・金沢総合高等学校）校歌（作曲：村上顕、1981年）
- 大和市立中央林間小学校校歌（作曲：鈴木道雄、1983年）
- 神奈川県立弥栄東高等学校校歌補作（現・相模原弥栄高等学校）（作詞:多田真佐子、作曲:寺島雅春、1984年）
- 神奈川県立新栄高等学校校歌（作曲：内藤靖治、1985年）
- 神奈川県立平安高等学校（現・鶴見総合高等学校）校歌補作（作詞：加藤一徹、作曲：秋山裕、1985年）
- 沖縄電力社歌「社旗よ　なびけ」（作曲：嶺井政三、1993年）
- 私立明倫高等学校（現・横浜清風高等学校）明倫賛歌「えんじの旗」（作曲：黛敏郎、1993年）
- 宮城教育大学学生歌「殻を破れ」（作曲：吉川和夫、1995年）
- 私立横浜清風高等学校校歌（作曲：黛敏郎、2001年）
- 山梨大学学生歌「明日の翼ひろげ」（作曲：藤原嘉文、2001年）

また、第7回島木赤彦童謡コンクール一般の部において、「母と風車」が優秀賞を受賞。（2007年）

### 著作
- 『すずかけの樹』自費出版、1955年。
- 『バルビゾンいつかまた』門土社総合出版、1988年9月。ISBN 9784895610902。全国書誌番号:89006161。
- 『サンマルタン運河のまち』門土社、1999年7月。ISBN 9784895612234。全国書誌番号:20222935。
- 『夏　鴟尾を仰ぐ』神奈川新聞社出版局、2002年11月。
- 『風満ちて雲あがるとき』神奈川新聞社出版部、2005年9月。OCLC 836279432。
- 『野の光ここにあふれて』神奈川新聞社出版部、2009年11月。OCLC 836279430。

## その他
- 「早稲田の栄光」歌碑

早稲田大学創立125周年記念として、2007年に早稲田大学大隈講堂の左脇に建立される
「早稲田の栄光」は主に早慶戦で勝ったとき、及び早稲田大学卒業式で歌われている
建立にあたっては早稲田大学横浜稲門会の尽力が大きい
- 校歌歌碑の建立
  - 神奈川県立清水ヶ丘高等学校
  - 神奈川県立津久井浜高等学校
  - 神奈川県立大和南高等学校
  - 神奈川県立瀬谷西高等学校
  - 私立横浜清風高等学校